# Adolph Frank
Adolph Frank (n. 29 ianuarie 1834, Klötze, Saxonia-Anhalt, Germania – d. 30 mai 1916, Charlottenburg⁠(d), Regatul Prusiei, Imperiul German) a fost un chimist și inginer evreu german. Este cunoscut pentru descoperirea utilizării potasei. A primit Medalia John Scott din partea The Franklin Institute în 1893.